# Заноздра, Николай Степанович
Николай Степанович Заноздра (9 декабря 1920, Канев — 28 сентября 1999, Киев) — советский и украинский врач, доктор медицинских наук (1961), профессор (1967). Заслуженный деятель науки и техники Украины. Лауреат государственной премии Украины в области науки и техники.

## Медицинская деятельность
Работал в Институте кардиологии им. акад. Н. Д. Стражеско (был одним из последних аспирантов Стражеско). Был ведущим специалистом отдела симптоматической гипертензии. Позже заведовал отделом функциональной диагностики.
В 1952 г. защитил кандидатскую диссертацию, в 1961 г. — докторскую.
Является соавтором методов диагностики стабильной формы гипертонической болезни и сопутствующих ей заболеваний.
Скончался 28 сентября 1999 года, похоронен на Байковом кладбище Киева.

### Книги
Заноздра Н. С., Крищук А. А. Фармакология гипертонической болезни. — Киев: Здоров’я, 1983. — 111 с. — (Библиотека практического врача. Терапия).
Заноздра Н. С., Крищук А. А. Гипертонические кризы: пособ. для терапевтов, кардиологов, невропатологов, врачей неотложной помощи. — Киев: Здоров’я, 1987. — 163 с.

## Увлечение
|   | a | b | c | d | e | f | g | h |   |
| - | --- | --- | --- | --- | --- | --- | --- | --- | - |
| 8 | a8 чёрная ладья · d8 чёрная ладья · g8 чёрный король · a7 чёрная пешка · b7 чёрный слон · c7 чёрный ферзь · f7 чёрная пешка · g7 чёрная пешка · c6 чёрная пешка · d6 чёрный слон · e6 чёрная пешка · f6 чёрный конь · h6 чёрная пешка · e5 чёрный конь · h4 белый ферзь · b3 белая пешка · c3 белый конь · d3 белый слон · f3 белый конь · a2 белая пешка · b2 белый слон · c2 белая пешка · f2 белая пешка · g2 белая пешка · h2 белая пешка · a1 белая ладья · e1 белая ладья · g1 белый король | a8 чёрная ладья · d8 чёрная ладья · g8 чёрный король · a7 чёрная пешка · b7 чёрный слон · c7 чёрный ферзь · f7 чёрная пешка · g7 чёрная пешка · c6 чёрная пешка · d6 чёрный слон · e6 чёрная пешка · f6 чёрный конь · h6 чёрная пешка · e5 чёрный конь · h4 белый ферзь · b3 белая пешка · c3 белый конь · d3 белый слон · f3 белый конь · a2 белая пешка · b2 белый слон · c2 белая пешка · f2 белая пешка · g2 белая пешка · h2 белая пешка · a1 белая ладья · e1 белая ладья · g1 белый король | a8 чёрная ладья · d8 чёрная ладья · g8 чёрный король · a7 чёрная пешка · b7 чёрный слон · c7 чёрный ферзь · f7 чёрная пешка · g7 чёрная пешка · c6 чёрная пешка · d6 чёрный слон · e6 чёрная пешка · f6 чёрный конь · h6 чёрная пешка · e5 чёрный конь · h4 белый ферзь · b3 белая пешка · c3 белый конь · d3 белый слон · f3 белый конь · a2 белая пешка · b2 белый слон · c2 белая пешка · f2 белая пешка · g2 белая пешка · h2 белая пешка · a1 белая ладья · e1 белая ладья · g1 белый король | a8 чёрная ладья · d8 чёрная ладья · g8 чёрный король · a7 чёрная пешка · b7 чёрный слон · c7 чёрный ферзь · f7 чёрная пешка · g7 чёрная пешка · c6 чёрная пешка · d6 чёрный слон · e6 чёрная пешка · f6 чёрный конь · h6 чёрная пешка · e5 чёрный конь · h4 белый ферзь · b3 белая пешка · c3 белый конь · d3 белый слон · f3 белый конь · a2 белая пешка · b2 белый слон · c2 белая пешка · f2 белая пешка · g2 белая пешка · h2 белая пешка · a1 белая ладья · e1 белая ладья · g1 белый король | a8 чёрная ладья · d8 чёрная ладья · g8 чёрный король · a7 чёрная пешка · b7 чёрный слон · c7 чёрный ферзь · f7 чёрная пешка · g7 чёрная пешка · c6 чёрная пешка · d6 чёрный слон · e6 чёрная пешка · f6 чёрный конь · h6 чёрная пешка · e5 чёрный конь · h4 белый ферзь · b3 белая пешка · c3 белый конь · d3 белый слон · f3 белый конь · a2 белая пешка · b2 белый слон · c2 белая пешка · f2 белая пешка · g2 белая пешка · h2 белая пешка · a1 белая ладья · e1 белая ладья · g1 белый король | a8 чёрная ладья · d8 чёрная ладья · g8 чёрный король · a7 чёрная пешка · b7 чёрный слон · c7 чёрный ферзь · f7 чёрная пешка · g7 чёрная пешка · c6 чёрная пешка · d6 чёрный слон · e6 чёрная пешка · f6 чёрный конь · h6 чёрная пешка · e5 чёрный конь · h4 белый ферзь · b3 белая пешка · c3 белый конь · d3 белый слон · f3 белый конь · a2 белая пешка · b2 белый слон · c2 белая пешка · f2 белая пешка · g2 белая пешка · h2 белая пешка · a1 белая ладья · e1 белая ладья · g1 белый король | a8 чёрная ладья · d8 чёрная ладья · g8 чёрный король · a7 чёрная пешка · b7 чёрный слон · c7 чёрный ферзь · f7 чёрная пешка · g7 чёрная пешка · c6 чёрная пешка · d6 чёрный слон · e6 чёрная пешка · f6 чёрный конь · h6 чёрная пешка · e5 чёрный конь · h4 белый ферзь · b3 белая пешка · c3 белый конь · d3 белый слон · f3 белый конь · a2 белая пешка · b2 белый слон · c2 белая пешка · f2 белая пешка · g2 белая пешка · h2 белая пешка · a1 белая ладья · e1 белая ладья · g1 белый король | a8 чёрная ладья · d8 чёрная ладья · g8 чёрный король · a7 чёрная пешка · b7 чёрный слон · c7 чёрный ферзь · f7 чёрная пешка · g7 чёрная пешка · c6 чёрная пешка · d6 чёрный слон · e6 чёрная пешка · f6 чёрный конь · h6 чёрная пешка · e5 чёрный конь · h4 белый ферзь · b3 белая пешка · c3 белый конь · d3 белый слон · f3 белый конь · a2 белая пешка · b2 белый слон · c2 белая пешка · f2 белая пешка · g2 белая пешка · h2 белая пешка · a1 белая ладья · e1 белая ладья · g1 белый король | 8 |
| 7 | a8 чёрная ладья · d8 чёрная ладья · g8 чёрный король · a7 чёрная пешка · b7 чёрный слон · c7 чёрный ферзь · f7 чёрная пешка · g7 чёрная пешка · c6 чёрная пешка · d6 чёрный слон · e6 чёрная пешка · f6 чёрный конь · h6 чёрная пешка · e5 чёрный конь · h4 белый ферзь · b3 белая пешка · c3 белый конь · d3 белый слон · f3 белый конь · a2 белая пешка · b2 белый слон · c2 белая пешка · f2 белая пешка · g2 белая пешка · h2 белая пешка · a1 белая ладья · e1 белая ладья · g1 белый король | a8 чёрная ладья · d8 чёрная ладья · g8 чёрный король · a7 чёрная пешка · b7 чёрный слон · c7 чёрный ферзь · f7 чёрная пешка · g7 чёрная пешка · c6 чёрная пешка · d6 чёрный слон · e6 чёрная пешка · f6 чёрный конь · h6 чёрная пешка · e5 чёрный конь · h4 белый ферзь · b3 белая пешка · c3 белый конь · d3 белый слон · f3 белый конь · a2 белая пешка · b2 белый слон · c2 белая пешка · f2 белая пешка · g2 белая пешка · h2 белая пешка · a1 белая ладья · e1 белая ладья · g1 белый король | a8 чёрная ладья · d8 чёрная ладья · g8 чёрный король · a7 чёрная пешка · b7 чёрный слон · c7 чёрный ферзь · f7 чёрная пешка · g7 чёрная пешка · c6 чёрная пешка · d6 чёрный слон · e6 чёрная пешка · f6 чёрный конь · h6 чёрная пешка · e5 чёрный конь · h4 белый ферзь · b3 белая пешка · c3 белый конь · d3 белый слон · f3 белый конь · a2 белая пешка · b2 белый слон · c2 белая пешка · f2 белая пешка · g2 белая пешка · h2 белая пешка · a1 белая ладья · e1 белая ладья · g1 белый король | a8 чёрная ладья · d8 чёрная ладья · g8 чёрный король · a7 чёрная пешка · b7 чёрный слон · c7 чёрный ферзь · f7 чёрная пешка · g7 чёрная пешка · c6 чёрная пешка · d6 чёрный слон · e6 чёрная пешка · f6 чёрный конь · h6 чёрная пешка · e5 чёрный конь · h4 белый ферзь · b3 белая пешка · c3 белый конь · d3 белый слон · f3 белый конь · a2 белая пешка · b2 белый слон · c2 белая пешка · f2 белая пешка · g2 белая пешка · h2 белая пешка · a1 белая ладья · e1 белая ладья · g1 белый король | a8 чёрная ладья · d8 чёрная ладья · g8 чёрный король · a7 чёрная пешка · b7 чёрный слон · c7 чёрный ферзь · f7 чёрная пешка · g7 чёрная пешка · c6 чёрная пешка · d6 чёрный слон · e6 чёрная пешка · f6 чёрный конь · h6 чёрная пешка · e5 чёрный конь · h4 белый ферзь · b3 белая пешка · c3 белый конь · d3 белый слон · f3 белый конь · a2 белая пешка · b2 белый слон · c2 белая пешка · f2 белая пешка · g2 белая пешка · h2 белая пешка · a1 белая ладья · e1 белая ладья · g1 белый король | a8 чёрная ладья · d8 чёрная ладья · g8 чёрный король · a7 чёрная пешка · b7 чёрный слон · c7 чёрный ферзь · f7 чёрная пешка · g7 чёрная пешка · c6 чёрная пешка · d6 чёрный слон · e6 чёрная пешка · f6 чёрный конь · h6 чёрная пешка · e5 чёрный конь · h4 белый ферзь · b3 белая пешка · c3 белый конь · d3 белый слон · f3 белый конь · a2 белая пешка · b2 белый слон · c2 белая пешка · f2 белая пешка · g2 белая пешка · h2 белая пешка · a1 белая ладья · e1 белая ладья · g1 белый король | a8 чёрная ладья · d8 чёрная ладья · g8 чёрный король · a7 чёрная пешка · b7 чёрный слон · c7 чёрный ферзь · f7 чёрная пешка · g7 чёрная пешка · c6 чёрная пешка · d6 чёрный слон · e6 чёрная пешка · f6 чёрный конь · h6 чёрная пешка · e5 чёрный конь · h4 белый ферзь · b3 белая пешка · c3 белый конь · d3 белый слон · f3 белый конь · a2 белая пешка · b2 белый слон · c2 белая пешка · f2 белая пешка · g2 белая пешка · h2 белая пешка · a1 белая ладья · e1 белая ладья · g1 белый король | a8 чёрная ладья · d8 чёрная ладья · g8 чёрный король · a7 чёрная пешка · b7 чёрный слон · c7 чёрный ферзь · f7 чёрная пешка · g7 чёрная пешка · c6 чёрная пешка · d6 чёрный слон · e6 чёрная пешка · f6 чёрный конь · h6 чёрная пешка · e5 чёрный конь · h4 белый ферзь · b3 белая пешка · c3 белый конь · d3 белый слон · f3 белый конь · a2 белая пешка · b2 белый слон · c2 белая пешка · f2 белая пешка · g2 белая пешка · h2 белая пешка · a1 белая ладья · e1 белая ладья · g1 белый король | 7 |
| 6 | a8 чёрная ладья · d8 чёрная ладья · g8 чёрный король · a7 чёрная пешка · b7 чёрный слон · c7 чёрный ферзь · f7 чёрная пешка · g7 чёрная пешка · c6 чёрная пешка · d6 чёрный слон · e6 чёрная пешка · f6 чёрный конь · h6 чёрная пешка · e5 чёрный конь · h4 белый ферзь · b3 белая пешка · c3 белый конь · d3 белый слон · f3 белый конь · a2 белая пешка · b2 белый слон · c2 белая пешка · f2 белая пешка · g2 белая пешка · h2 белая пешка · a1 белая ладья · e1 белая ладья · g1 белый король | a8 чёрная ладья · d8 чёрная ладья · g8 чёрный король · a7 чёрная пешка · b7 чёрный слон · c7 чёрный ферзь · f7 чёрная пешка · g7 чёрная пешка · c6 чёрная пешка · d6 чёрный слон · e6 чёрная пешка · f6 чёрный конь · h6 чёрная пешка · e5 чёрный конь · h4 белый ферзь · b3 белая пешка · c3 белый конь · d3 белый слон · f3 белый конь · a2 белая пешка · b2 белый слон · c2 белая пешка · f2 белая пешка · g2 белая пешка · h2 белая пешка · a1 белая ладья · e1 белая ладья · g1 белый король | a8 чёрная ладья · d8 чёрная ладья · g8 чёрный король · a7 чёрная пешка · b7 чёрный слон · c7 чёрный ферзь · f7 чёрная пешка · g7 чёрная пешка · c6 чёрная пешка · d6 чёрный слон · e6 чёрная пешка · f6 чёрный конь · h6 чёрная пешка · e5 чёрный конь · h4 белый ферзь · b3 белая пешка · c3 белый конь · d3 белый слон · f3 белый конь · a2 белая пешка · b2 белый слон · c2 белая пешка · f2 белая пешка · g2 белая пешка · h2 белая пешка · a1 белая ладья · e1 белая ладья · g1 белый король | a8 чёрная ладья · d8 чёрная ладья · g8 чёрный король · a7 чёрная пешка · b7 чёрный слон · c7 чёрный ферзь · f7 чёрная пешка · g7 чёрная пешка · c6 чёрная пешка · d6 чёрный слон · e6 чёрная пешка · f6 чёрный конь · h6 чёрная пешка · e5 чёрный конь · h4 белый ферзь · b3 белая пешка · c3 белый конь · d3 белый слон · f3 белый конь · a2 белая пешка · b2 белый слон · c2 белая пешка · f2 белая пешка · g2 белая пешка · h2 белая пешка · a1 белая ладья · e1 белая ладья · g1 белый король | a8 чёрная ладья · d8 чёрная ладья · g8 чёрный король · a7 чёрная пешка · b7 чёрный слон · c7 чёрный ферзь · f7 чёрная пешка · g7 чёрная пешка · c6 чёрная пешка · d6 чёрный слон · e6 чёрная пешка · f6 чёрный конь · h6 чёрная пешка · e5 чёрный конь · h4 белый ферзь · b3 белая пешка · c3 белый конь · d3 белый слон · f3 белый конь · a2 белая пешка · b2 белый слон · c2 белая пешка · f2 белая пешка · g2 белая пешка · h2 белая пешка · a1 белая ладья · e1 белая ладья · g1 белый король | a8 чёрная ладья · d8 чёрная ладья · g8 чёрный король · a7 чёрная пешка · b7 чёрный слон · c7 чёрный ферзь · f7 чёрная пешка · g7 чёрная пешка · c6 чёрная пешка · d6 чёрный слон · e6 чёрная пешка · f6 чёрный конь · h6 чёрная пешка · e5 чёрный конь · h4 белый ферзь · b3 белая пешка · c3 белый конь · d3 белый слон · f3 белый конь · a2 белая пешка · b2 белый слон · c2 белая пешка · f2 белая пешка · g2 белая пешка · h2 белая пешка · a1 белая ладья · e1 белая ладья · g1 белый король | a8 чёрная ладья · d8 чёрная ладья · g8 чёрный король · a7 чёрная пешка · b7 чёрный слон · c7 чёрный ферзь · f7 чёрная пешка · g7 чёрная пешка · c6 чёрная пешка · d6 чёрный слон · e6 чёрная пешка · f6 чёрный конь · h6 чёрная пешка · e5 чёрный конь · h4 белый ферзь · b3 белая пешка · c3 белый конь · d3 белый слон · f3 белый конь · a2 белая пешка · b2 белый слон · c2 белая пешка · f2 белая пешка · g2 белая пешка · h2 белая пешка · a1 белая ладья · e1 белая ладья · g1 белый король | a8 чёрная ладья · d8 чёрная ладья · g8 чёрный король · a7 чёрная пешка · b7 чёрный слон · c7 чёрный ферзь · f7 чёрная пешка · g7 чёрная пешка · c6 чёрная пешка · d6 чёрный слон · e6 чёрная пешка · f6 чёрный конь · h6 чёрная пешка · e5 чёрный конь · h4 белый ферзь · b3 белая пешка · c3 белый конь · d3 белый слон · f3 белый конь · a2 белая пешка · b2 белый слон · c2 белая пешка · f2 белая пешка · g2 белая пешка · h2 белая пешка · a1 белая ладья · e1 белая ладья · g1 белый король | 6 |
| 5 | a8 чёрная ладья · d8 чёрная ладья · g8 чёрный король · a7 чёрная пешка · b7 чёрный слон · c7 чёрный ферзь · f7 чёрная пешка · g7 чёрная пешка · c6 чёрная пешка · d6 чёрный слон · e6 чёрная пешка · f6 чёрный конь · h6 чёрная пешка · e5 чёрный конь · h4 белый ферзь · b3 белая пешка · c3 белый конь · d3 белый слон · f3 белый конь · a2 белая пешка · b2 белый слон · c2 белая пешка · f2 белая пешка · g2 белая пешка · h2 белая пешка · a1 белая ладья · e1 белая ладья · g1 белый король | a8 чёрная ладья · d8 чёрная ладья · g8 чёрный король · a7 чёрная пешка · b7 чёрный слон · c7 чёрный ферзь · f7 чёрная пешка · g7 чёрная пешка · c6 чёрная пешка · d6 чёрный слон · e6 чёрная пешка · f6 чёрный конь · h6 чёрная пешка · e5 чёрный конь · h4 белый ферзь · b3 белая пешка · c3 белый конь · d3 белый слон · f3 белый конь · a2 белая пешка · b2 белый слон · c2 белая пешка · f2 белая пешка · g2 белая пешка · h2 белая пешка · a1 белая ладья · e1 белая ладья · g1 белый король | a8 чёрная ладья · d8 чёрная ладья · g8 чёрный король · a7 чёрная пешка · b7 чёрный слон · c7 чёрный ферзь · f7 чёрная пешка · g7 чёрная пешка · c6 чёрная пешка · d6 чёрный слон · e6 чёрная пешка · f6 чёрный конь · h6 чёрная пешка · e5 чёрный конь · h4 белый ферзь · b3 белая пешка · c3 белый конь · d3 белый слон · f3 белый конь · a2 белая пешка · b2 белый слон · c2 белая пешка · f2 белая пешка · g2 белая пешка · h2 белая пешка · a1 белая ладья · e1 белая ладья · g1 белый король | a8 чёрная ладья · d8 чёрная ладья · g8 чёрный король · a7 чёрная пешка · b7 чёрный слон · c7 чёрный ферзь · f7 чёрная пешка · g7 чёрная пешка · c6 чёрная пешка · d6 чёрный слон · e6 чёрная пешка · f6 чёрный конь · h6 чёрная пешка · e5 чёрный конь · h4 белый ферзь · b3 белая пешка · c3 белый конь · d3 белый слон · f3 белый конь · a2 белая пешка · b2 белый слон · c2 белая пешка · f2 белая пешка · g2 белая пешка · h2 белая пешка · a1 белая ладья · e1 белая ладья · g1 белый король | a8 чёрная ладья · d8 чёрная ладья · g8 чёрный король · a7 чёрная пешка · b7 чёрный слон · c7 чёрный ферзь · f7 чёрная пешка · g7 чёрная пешка · c6 чёрная пешка · d6 чёрный слон · e6 чёрная пешка · f6 чёрный конь · h6 чёрная пешка · e5 чёрный конь · h4 белый ферзь · b3 белая пешка · c3 белый конь · d3 белый слон · f3 белый конь · a2 белая пешка · b2 белый слон · c2 белая пешка · f2 белая пешка · g2 белая пешка · h2 белая пешка · a1 белая ладья · e1 белая ладья · g1 белый король | a8 чёрная ладья · d8 чёрная ладья · g8 чёрный король · a7 чёрная пешка · b7 чёрный слон · c7 чёрный ферзь · f7 чёрная пешка · g7 чёрная пешка · c6 чёрная пешка · d6 чёрный слон · e6 чёрная пешка · f6 чёрный конь · h6 чёрная пешка · e5 чёрный конь · h4 белый ферзь · b3 белая пешка · c3 белый конь · d3 белый слон · f3 белый конь · a2 белая пешка · b2 белый слон · c2 белая пешка · f2 белая пешка · g2 белая пешка · h2 белая пешка · a1 белая ладья · e1 белая ладья · g1 белый король | a8 чёрная ладья · d8 чёрная ладья · g8 чёрный король · a7 чёрная пешка · b7 чёрный слон · c7 чёрный ферзь · f7 чёрная пешка · g7 чёрная пешка · c6 чёрная пешка · d6 чёрный слон · e6 чёрная пешка · f6 чёрный конь · h6 чёрная пешка · e5 чёрный конь · h4 белый ферзь · b3 белая пешка · c3 белый конь · d3 белый слон · f3 белый конь · a2 белая пешка · b2 белый слон · c2 белая пешка · f2 белая пешка · g2 белая пешка · h2 белая пешка · a1 белая ладья · e1 белая ладья · g1 белый король | a8 чёрная ладья · d8 чёрная ладья · g8 чёрный король · a7 чёрная пешка · b7 чёрный слон · c7 чёрный ферзь · f7 чёрная пешка · g7 чёрная пешка · c6 чёрная пешка · d6 чёрный слон · e6 чёрная пешка · f6 чёрный конь · h6 чёрная пешка · e5 чёрный конь · h4 белый ферзь · b3 белая пешка · c3 белый конь · d3 белый слон · f3 белый конь · a2 белая пешка · b2 белый слон · c2 белая пешка · f2 белая пешка · g2 белая пешка · h2 белая пешка · a1 белая ладья · e1 белая ладья · g1 белый король | 5 |
| 4 | a8 чёрная ладья · d8 чёрная ладья · g8 чёрный король · a7 чёрная пешка · b7 чёрный слон · c7 чёрный ферзь · f7 чёрная пешка · g7 чёрная пешка · c6 чёрная пешка · d6 чёрный слон · e6 чёрная пешка · f6 чёрный конь · h6 чёрная пешка · e5 чёрный конь · h4 белый ферзь · b3 белая пешка · c3 белый конь · d3 белый слон · f3 белый конь · a2 белая пешка · b2 белый слон · c2 белая пешка · f2 белая пешка · g2 белая пешка · h2 белая пешка · a1 белая ладья · e1 белая ладья · g1 белый король | a8 чёрная ладья · d8 чёрная ладья · g8 чёрный король · a7 чёрная пешка · b7 чёрный слон · c7 чёрный ферзь · f7 чёрная пешка · g7 чёрная пешка · c6 чёрная пешка · d6 чёрный слон · e6 чёрная пешка · f6 чёрный конь · h6 чёрная пешка · e5 чёрный конь · h4 белый ферзь · b3 белая пешка · c3 белый конь · d3 белый слон · f3 белый конь · a2 белая пешка · b2 белый слон · c2 белая пешка · f2 белая пешка · g2 белая пешка · h2 белая пешка · a1 белая ладья · e1 белая ладья · g1 белый король | a8 чёрная ладья · d8 чёрная ладья · g8 чёрный король · a7 чёрная пешка · b7 чёрный слон · c7 чёрный ферзь · f7 чёрная пешка · g7 чёрная пешка · c6 чёрная пешка · d6 чёрный слон · e6 чёрная пешка · f6 чёрный конь · h6 чёрная пешка · e5 чёрный конь · h4 белый ферзь · b3 белая пешка · c3 белый конь · d3 белый слон · f3 белый конь · a2 белая пешка · b2 белый слон · c2 белая пешка · f2 белая пешка · g2 белая пешка · h2 белая пешка · a1 белая ладья · e1 белая ладья · g1 белый король | a8 чёрная ладья · d8 чёрная ладья · g8 чёрный король · a7 чёрная пешка · b7 чёрный слон · c7 чёрный ферзь · f7 чёрная пешка · g7 чёрная пешка · c6 чёрная пешка · d6 чёрный слон · e6 чёрная пешка · f6 чёрный конь · h6 чёрная пешка · e5 чёрный конь · h4 белый ферзь · b3 белая пешка · c3 белый конь · d3 белый слон · f3 белый конь · a2 белая пешка · b2 белый слон · c2 белая пешка · f2 белая пешка · g2 белая пешка · h2 белая пешка · a1 белая ладья · e1 белая ладья · g1 белый король | a8 чёрная ладья · d8 чёрная ладья · g8 чёрный король · a7 чёрная пешка · b7 чёрный слон · c7 чёрный ферзь · f7 чёрная пешка · g7 чёрная пешка · c6 чёрная пешка · d6 чёрный слон · e6 чёрная пешка · f6 чёрный конь · h6 чёрная пешка · e5 чёрный конь · h4 белый ферзь · b3 белая пешка · c3 белый конь · d3 белый слон · f3 белый конь · a2 белая пешка · b2 белый слон · c2 белая пешка · f2 белая пешка · g2 белая пешка · h2 белая пешка · a1 белая ладья · e1 белая ладья · g1 белый король | a8 чёрная ладья · d8 чёрная ладья · g8 чёрный король · a7 чёрная пешка · b7 чёрный слон · c7 чёрный ферзь · f7 чёрная пешка · g7 чёрная пешка · c6 чёрная пешка · d6 чёрный слон · e6 чёрная пешка · f6 чёрный конь · h6 чёрная пешка · e5 чёрный конь · h4 белый ферзь · b3 белая пешка · c3 белый конь · d3 белый слон · f3 белый конь · a2 белая пешка · b2 белый слон · c2 белая пешка · f2 белая пешка · g2 белая пешка · h2 белая пешка · a1 белая ладья · e1 белая ладья · g1 белый король | a8 чёрная ладья · d8 чёрная ладья · g8 чёрный король · a7 чёрная пешка · b7 чёрный слон · c7 чёрный ферзь · f7 чёрная пешка · g7 чёрная пешка · c6 чёрная пешка · d6 чёрный слон · e6 чёрная пешка · f6 чёрный конь · h6 чёрная пешка · e5 чёрный конь · h4 белый ферзь · b3 белая пешка · c3 белый конь · d3 белый слон · f3 белый конь · a2 белая пешка · b2 белый слон · c2 белая пешка · f2 белая пешка · g2 белая пешка · h2 белая пешка · a1 белая ладья · e1 белая ладья · g1 белый король | a8 чёрная ладья · d8 чёрная ладья · g8 чёрный король · a7 чёрная пешка · b7 чёрный слон · c7 чёрный ферзь · f7 чёрная пешка · g7 чёрная пешка · c6 чёрная пешка · d6 чёрный слон · e6 чёрная пешка · f6 чёрный конь · h6 чёрная пешка · e5 чёрный конь · h4 белый ферзь · b3 белая пешка · c3 белый конь · d3 белый слон · f3 белый конь · a2 белая пешка · b2 белый слон · c2 белая пешка · f2 белая пешка · g2 белая пешка · h2 белая пешка · a1 белая ладья · e1 белая ладья · g1 белый король | 4 |
| 3 | a8 чёрная ладья · d8 чёрная ладья · g8 чёрный король · a7 чёрная пешка · b7 чёрный слон · c7 чёрный ферзь · f7 чёрная пешка · g7 чёрная пешка · c6 чёрная пешка · d6 чёрный слон · e6 чёрная пешка · f6 чёрный конь · h6 чёрная пешка · e5 чёрный конь · h4 белый ферзь · b3 белая пешка · c3 белый конь · d3 белый слон · f3 белый конь · a2 белая пешка · b2 белый слон · c2 белая пешка · f2 белая пешка · g2 белая пешка · h2 белая пешка · a1 белая ладья · e1 белая ладья · g1 белый король | a8 чёрная ладья · d8 чёрная ладья · g8 чёрный король · a7 чёрная пешка · b7 чёрный слон · c7 чёрный ферзь · f7 чёрная пешка · g7 чёрная пешка · c6 чёрная пешка · d6 чёрный слон · e6 чёрная пешка · f6 чёрный конь · h6 чёрная пешка · e5 чёрный конь · h4 белый ферзь · b3 белая пешка · c3 белый конь · d3 белый слон · f3 белый конь · a2 белая пешка · b2 белый слон · c2 белая пешка · f2 белая пешка · g2 белая пешка · h2 белая пешка · a1 белая ладья · e1 белая ладья · g1 белый король | a8 чёрная ладья · d8 чёрная ладья · g8 чёрный король · a7 чёрная пешка · b7 чёрный слон · c7 чёрный ферзь · f7 чёрная пешка · g7 чёрная пешка · c6 чёрная пешка · d6 чёрный слон · e6 чёрная пешка · f6 чёрный конь · h6 чёрная пешка · e5 чёрный конь · h4 белый ферзь · b3 белая пешка · c3 белый конь · d3 белый слон · f3 белый конь · a2 белая пешка · b2 белый слон · c2 белая пешка · f2 белая пешка · g2 белая пешка · h2 белая пешка · a1 белая ладья · e1 белая ладья · g1 белый король | a8 чёрная ладья · d8 чёрная ладья · g8 чёрный король · a7 чёрная пешка · b7 чёрный слон · c7 чёрный ферзь · f7 чёрная пешка · g7 чёрная пешка · c6 чёрная пешка · d6 чёрный слон · e6 чёрная пешка · f6 чёрный конь · h6 чёрная пешка · e5 чёрный конь · h4 белый ферзь · b3 белая пешка · c3 белый конь · d3 белый слон · f3 белый конь · a2 белая пешка · b2 белый слон · c2 белая пешка · f2 белая пешка · g2 белая пешка · h2 белая пешка · a1 белая ладья · e1 белая ладья · g1 белый король | a8 чёрная ладья · d8 чёрная ладья · g8 чёрный король · a7 чёрная пешка · b7 чёрный слон · c7 чёрный ферзь · f7 чёрная пешка · g7 чёрная пешка · c6 чёрная пешка · d6 чёрный слон · e6 чёрная пешка · f6 чёрный конь · h6 чёрная пешка · e5 чёрный конь · h4 белый ферзь · b3 белая пешка · c3 белый конь · d3 белый слон · f3 белый конь · a2 белая пешка · b2 белый слон · c2 белая пешка · f2 белая пешка · g2 белая пешка · h2 белая пешка · a1 белая ладья · e1 белая ладья · g1 белый король | a8 чёрная ладья · d8 чёрная ладья · g8 чёрный король · a7 чёрная пешка · b7 чёрный слон · c7 чёрный ферзь · f7 чёрная пешка · g7 чёрная пешка · c6 чёрная пешка · d6 чёрный слон · e6 чёрная пешка · f6 чёрный конь · h6 чёрная пешка · e5 чёрный конь · h4 белый ферзь · b3 белая пешка · c3 белый конь · d3 белый слон · f3 белый конь · a2 белая пешка · b2 белый слон · c2 белая пешка · f2 белая пешка · g2 белая пешка · h2 белая пешка · a1 белая ладья · e1 белая ладья · g1 белый король | a8 чёрная ладья · d8 чёрная ладья · g8 чёрный король · a7 чёрная пешка · b7 чёрный слон · c7 чёрный ферзь · f7 чёрная пешка · g7 чёрная пешка · c6 чёрная пешка · d6 чёрный слон · e6 чёрная пешка · f6 чёрный конь · h6 чёрная пешка · e5 чёрный конь · h4 белый ферзь · b3 белая пешка · c3 белый конь · d3 белый слон · f3 белый конь · a2 белая пешка · b2 белый слон · c2 белая пешка · f2 белая пешка · g2 белая пешка · h2 белая пешка · a1 белая ладья · e1 белая ладья · g1 белый король | a8 чёрная ладья · d8 чёрная ладья · g8 чёрный король · a7 чёрная пешка · b7 чёрный слон · c7 чёрный ферзь · f7 чёрная пешка · g7 чёрная пешка · c6 чёрная пешка · d6 чёрный слон · e6 чёрная пешка · f6 чёрный конь · h6 чёрная пешка · e5 чёрный конь · h4 белый ферзь · b3 белая пешка · c3 белый конь · d3 белый слон · f3 белый конь · a2 белая пешка · b2 белый слон · c2 белая пешка · f2 белая пешка · g2 белая пешка · h2 белая пешка · a1 белая ладья · e1 белая ладья · g1 белый король | 3 |
| 2 | a8 чёрная ладья · d8 чёрная ладья · g8 чёрный король · a7 чёрная пешка · b7 чёрный слон · c7 чёрный ферзь · f7 чёрная пешка · g7 чёрная пешка · c6 чёрная пешка · d6 чёрный слон · e6 чёрная пешка · f6 чёрный конь · h6 чёрная пешка · e5 чёрный конь · h4 белый ферзь · b3 белая пешка · c3 белый конь · d3 белый слон · f3 белый конь · a2 белая пешка · b2 белый слон · c2 белая пешка · f2 белая пешка · g2 белая пешка · h2 белая пешка · a1 белая ладья · e1 белая ладья · g1 белый король | a8 чёрная ладья · d8 чёрная ладья · g8 чёрный король · a7 чёрная пешка · b7 чёрный слон · c7 чёрный ферзь · f7 чёрная пешка · g7 чёрная пешка · c6 чёрная пешка · d6 чёрный слон · e6 чёрная пешка · f6 чёрный конь · h6 чёрная пешка · e5 чёрный конь · h4 белый ферзь · b3 белая пешка · c3 белый конь · d3 белый слон · f3 белый конь · a2 белая пешка · b2 белый слон · c2 белая пешка · f2 белая пешка · g2 белая пешка · h2 белая пешка · a1 белая ладья · e1 белая ладья · g1 белый король | a8 чёрная ладья · d8 чёрная ладья · g8 чёрный король · a7 чёрная пешка · b7 чёрный слон · c7 чёрный ферзь · f7 чёрная пешка · g7 чёрная пешка · c6 чёрная пешка · d6 чёрный слон · e6 чёрная пешка · f6 чёрный конь · h6 чёрная пешка · e5 чёрный конь · h4 белый ферзь · b3 белая пешка · c3 белый конь · d3 белый слон · f3 белый конь · a2 белая пешка · b2 белый слон · c2 белая пешка · f2 белая пешка · g2 белая пешка · h2 белая пешка · a1 белая ладья · e1 белая ладья · g1 белый король | a8 чёрная ладья · d8 чёрная ладья · g8 чёрный король · a7 чёрная пешка · b7 чёрный слон · c7 чёрный ферзь · f7 чёрная пешка · g7 чёрная пешка · c6 чёрная пешка · d6 чёрный слон · e6 чёрная пешка · f6 чёрный конь · h6 чёрная пешка · e5 чёрный конь · h4 белый ферзь · b3 белая пешка · c3 белый конь · d3 белый слон · f3 белый конь · a2 белая пешка · b2 белый слон · c2 белая пешка · f2 белая пешка · g2 белая пешка · h2 белая пешка · a1 белая ладья · e1 белая ладья · g1 белый король | a8 чёрная ладья · d8 чёрная ладья · g8 чёрный король · a7 чёрная пешка · b7 чёрный слон · c7 чёрный ферзь · f7 чёрная пешка · g7 чёрная пешка · c6 чёрная пешка · d6 чёрный слон · e6 чёрная пешка · f6 чёрный конь · h6 чёрная пешка · e5 чёрный конь · h4 белый ферзь · b3 белая пешка · c3 белый конь · d3 белый слон · f3 белый конь · a2 белая пешка · b2 белый слон · c2 белая пешка · f2 белая пешка · g2 белая пешка · h2 белая пешка · a1 белая ладья · e1 белая ладья · g1 белый король | a8 чёрная ладья · d8 чёрная ладья · g8 чёрный король · a7 чёрная пешка · b7 чёрный слон · c7 чёрный ферзь · f7 чёрная пешка · g7 чёрная пешка · c6 чёрная пешка · d6 чёрный слон · e6 чёрная пешка · f6 чёрный конь · h6 чёрная пешка · e5 чёрный конь · h4 белый ферзь · b3 белая пешка · c3 белый конь · d3 белый слон · f3 белый конь · a2 белая пешка · b2 белый слон · c2 белая пешка · f2 белая пешка · g2 белая пешка · h2 белая пешка · a1 белая ладья · e1 белая ладья · g1 белый король | a8 чёрная ладья · d8 чёрная ладья · g8 чёрный король · a7 чёрная пешка · b7 чёрный слон · c7 чёрный ферзь · f7 чёрная пешка · g7 чёрная пешка · c6 чёрная пешка · d6 чёрный слон · e6 чёрная пешка · f6 чёрный конь · h6 чёрная пешка · e5 чёрный конь · h4 белый ферзь · b3 белая пешка · c3 белый конь · d3 белый слон · f3 белый конь · a2 белая пешка · b2 белый слон · c2 белая пешка · f2 белая пешка · g2 белая пешка · h2 белая пешка · a1 белая ладья · e1 белая ладья · g1 белый король | a8 чёрная ладья · d8 чёрная ладья · g8 чёрный король · a7 чёрная пешка · b7 чёрный слон · c7 чёрный ферзь · f7 чёрная пешка · g7 чёрная пешка · c6 чёрная пешка · d6 чёрный слон · e6 чёрная пешка · f6 чёрный конь · h6 чёрная пешка · e5 чёрный конь · h4 белый ферзь · b3 белая пешка · c3 белый конь · d3 белый слон · f3 белый конь · a2 белая пешка · b2 белый слон · c2 белая пешка · f2 белая пешка · g2 белая пешка · h2 белая пешка · a1 белая ладья · e1 белая ладья · g1 белый король | 2 |
| 1 | a8 чёрная ладья · d8 чёрная ладья · g8 чёрный король · a7 чёрная пешка · b7 чёрный слон · c7 чёрный ферзь · f7 чёрная пешка · g7 чёрная пешка · c6 чёрная пешка · d6 чёрный слон · e6 чёрная пешка · f6 чёрный конь · h6 чёрная пешка · e5 чёрный конь · h4 белый ферзь · b3 белая пешка · c3 белый конь · d3 белый слон · f3 белый конь · a2 белая пешка · b2 белый слон · c2 белая пешка · f2 белая пешка · g2 белая пешка · h2 белая пешка · a1 белая ладья · e1 белая ладья · g1 белый король | a8 чёрная ладья · d8 чёрная ладья · g8 чёрный король · a7 чёрная пешка · b7 чёрный слон · c7 чёрный ферзь · f7 чёрная пешка · g7 чёрная пешка · c6 чёрная пешка · d6 чёрный слон · e6 чёрная пешка · f6 чёрный конь · h6 чёрная пешка · e5 чёрный конь · h4 белый ферзь · b3 белая пешка · c3 белый конь · d3 белый слон · f3 белый конь · a2 белая пешка · b2 белый слон · c2 белая пешка · f2 белая пешка · g2 белая пешка · h2 белая пешка · a1 белая ладья · e1 белая ладья · g1 белый король | a8 чёрная ладья · d8 чёрная ладья · g8 чёрный король · a7 чёрная пешка · b7 чёрный слон · c7 чёрный ферзь · f7 чёрная пешка · g7 чёрная пешка · c6 чёрная пешка · d6 чёрный слон · e6 чёрная пешка · f6 чёрный конь · h6 чёрная пешка · e5 чёрный конь · h4 белый ферзь · b3 белая пешка · c3 белый конь · d3 белый слон · f3 белый конь · a2 белая пешка · b2 белый слон · c2 белая пешка · f2 белая пешка · g2 белая пешка · h2 белая пешка · a1 белая ладья · e1 белая ладья · g1 белый король | a8 чёрная ладья · d8 чёрная ладья · g8 чёрный король · a7 чёрная пешка · b7 чёрный слон · c7 чёрный ферзь · f7 чёрная пешка · g7 чёрная пешка · c6 чёрная пешка · d6 чёрный слон · e6 чёрная пешка · f6 чёрный конь · h6 чёрная пешка · e5 чёрный конь · h4 белый ферзь · b3 белая пешка · c3 белый конь · d3 белый слон · f3 белый конь · a2 белая пешка · b2 белый слон · c2 белая пешка · f2 белая пешка · g2 белая пешка · h2 белая пешка · a1 белая ладья · e1 белая ладья · g1 белый король | a8 чёрная ладья · d8 чёрная ладья · g8 чёрный король · a7 чёрная пешка · b7 чёрный слон · c7 чёрный ферзь · f7 чёрная пешка · g7 чёрная пешка · c6 чёрная пешка · d6 чёрный слон · e6 чёрная пешка · f6 чёрный конь · h6 чёрная пешка · e5 чёрный конь · h4 белый ферзь · b3 белая пешка · c3 белый конь · d3 белый слон · f3 белый конь · a2 белая пешка · b2 белый слон · c2 белая пешка · f2 белая пешка · g2 белая пешка · h2 белая пешка · a1 белая ладья · e1 белая ладья · g1 белый король | a8 чёрная ладья · d8 чёрная ладья · g8 чёрный король · a7 чёрная пешка · b7 чёрный слон · c7 чёрный ферзь · f7 чёрная пешка · g7 чёрная пешка · c6 чёрная пешка · d6 чёрный слон · e6 чёрная пешка · f6 чёрный конь · h6 чёрная пешка · e5 чёрный конь · h4 белый ферзь · b3 белая пешка · c3 белый конь · d3 белый слон · f3 белый конь · a2 белая пешка · b2 белый слон · c2 белая пешка · f2 белая пешка · g2 белая пешка · h2 белая пешка · a1 белая ладья · e1 белая ладья · g1 белый король | a8 чёрная ладья · d8 чёрная ладья · g8 чёрный король · a7 чёрная пешка · b7 чёрный слон · c7 чёрный ферзь · f7 чёрная пешка · g7 чёрная пешка · c6 чёрная пешка · d6 чёрный слон · e6 чёрная пешка · f6 чёрный конь · h6 чёрная пешка · e5 чёрный конь · h4 белый ферзь · b3 белая пешка · c3 белый конь · d3 белый слон · f3 белый конь · a2 белая пешка · b2 белый слон · c2 белая пешка · f2 белая пешка · g2 белая пешка · h2 белая пешка · a1 белая ладья · e1 белая ладья · g1 белый король | a8 чёрная ладья · d8 чёрная ладья · g8 чёрный король · a7 чёрная пешка · b7 чёрный слон · c7 чёрный ферзь · f7 чёрная пешка · g7 чёрная пешка · c6 чёрная пешка · d6 чёрный слон · e6 чёрная пешка · f6 чёрный конь · h6 чёрная пешка · e5 чёрный конь · h4 белый ферзь · b3 белая пешка · c3 белый конь · d3 белый слон · f3 белый конь · a2 белая пешка · b2 белый слон · c2 белая пешка · f2 белая пешка · g2 белая пешка · h2 белая пешка · a1 белая ладья · e1 белая ладья · g1 белый король | 1 |
|   | a | b | c | d | e | f | g | h |   |

Заноздра был одним из сильнейших молодых шахматистов Украинской ССР в 1930-е гг.
Он занимался в шахматном кружке Киевского дворца пионеров сначала у И. Б. Погребысского, затем у А. М. Константинопольского. Вместе с ним в кружке учились Д. И. Бронштейн, И. О. Липницкий, А. А. Банник, А. И. Хасин, Р. Я. Горенштейн, Х. Л. Мучник и др.
В 1937 г. Заноздра выиграл чемпионат Киева среди школьников. В 1938 г. стал серебряным призером чемпионата СССР среди юношей (победил В. В. Смыслов).
В 1945 г. Заноздра участвовал в чемпионате Украинской ССР. Он занял 5-е место и выполнил норму кандидата в мастера спорта (в турнире победил А. А. Банник).
В дальнейшем в связи с занятостью на основной работе Заноздра принимал участие только в ведомственных и местных киевских соревнованиях. В 1965 г., выступая в командном первенстве Киевского обкома профсоюза медработников, он выиграл все партии на 1-й доске. В том же году победил в областном первенстве ДСО «Спартак», набрав 7½ из 10 и подтвердив звание кандидата в мастера спорта.

### Примечательная партия
Широкую известность приобрела партия, которую Заноздра выиграл у будущего чемпиона мира В. В. Смыслова в полуфинальной группе чемпионата СССР среди юношей.
Заноздра — Смыслов, Москва, 1938 г.
1. e4 c6 2. d4 d5 3. Кc3 de 4. К:e4 Кd7 5. Кf3 Кgf6 6. Кc3 e6 7. Сd3 Сe7 8. 0-0 c5 9. dc 0-0 10. c6 bc 11. b3 Фc7 12. Сb2 Лd8 13. Фc1 Сb7 14. Лe1 Сd6 15. Фg5 h6 16. Фh4 Кe5 (cм. диaгрaмму) 17. Кe4 Кfd7 18. К:d6 К:d3 19. К:f7 К:e1 20. К:h6+ gh 21. Фg4+ Крf7 22. Фg7+ Крe8 23. Кe5 К:e5 24. Ф:c7 К:c2 25. Лf1, и вскоре черные сдались.